# Bernardo Élis
Bernardo Élis Fleury de Campos Curado (Corumbá de Goiás, 15 de novembro de 1915 – Corumbá de Goiás, 30 de novembro de 1997) foi um advogado, professor, poeta, contista e romancista brasileiro. Foi o primeiro e único goiano a entrar para a Academia Brasileira de Letras.

## Biografia
Filho do poeta Érico José Curado e de Marieta Fleury Curado, iniciou o estudo das primeiras letras com o pai, em casa. Passou o ano de 1923 na casa do avô materno, na capital do Estado, onde se matriculou no Grupo Escolar. Depois retornou para Corumbá continuando os estudos com o pai, de quem viria o estímulo para as letras. Aos doze anos escreveu o primeiro conto, inspirado em “Assombramento”, de Afonso Arinos. Em 1928, viajou com a família para Goiás, então capital do Estado, onde fez o curso ginasial no Liceu. Ampliou suas leituras, principalmente de Machado de Assis, Eça de Queirós e dos autores modernistas. Após a interrupção dos estudos por dois anos, em 1940 concluiu o curso clássico no Liceu de Goiânia. Em 1945, formou-se na Faculdade de Direito, sendo orador de sua turma.
Iniciando-se na função pública, em 1936, como escrivão da Delegacia de Polícia em Anápolis, foi nomeado escrivão do cartório do crime de Corumbá. Participou, desde 1934, dos acontecimentos literários do Brasil central, escrevendo poesias e enviando colaborações de cunho modernista para os jornais de Goiânia. Em 1939 transferiu-se para Goiânia, onde foi nomeado secretário da Prefeitura Municipal, com exercício das funções de prefeito por duas vezes. 
Em 1942, mudou-se para o Rio de Janeiro com a intenção de aí fixar-se. Trazia um livro de poesias e outro de contos, que pretendia publicar. Sem realizar seu intento, retornou a Goiás. Fundou a revista Oeste e nela publicou o conto “Nhola dos Anjos e a cheia de Corumbá”. Em 1944, seu livro de contos Ermos e gerais foi publicado pela Bolsa de Publicações de Goiânia, obtendo sucesso e elogios de toda a crítica nacional. Nesse ano casou-se com a poetisa Violeta Metran. Em 1945, participou do 1.º Congresso de Escritores de São Paulo, quando conheceu vários literatos nacionais, entre os quais Aurélio Buarque de Holanda, Mário de Andrade e Monteiro Lobato. Voltando para Goiânia, fundou a Associação Brasileira de Escritores, da qual foi eleito presidente. Ingressou no magistério como professor da Escola Técnica de Goiânia e do ensino público estadual e municipal. Em 1955, publica o livro de poemas Primeira chuva.
Nos anos subsequentes, dedica-se ao magistério e à vida literária. Foi cofundador, vice-diretor e professor do Centro de Estudos Brasileiros da Universidade Federal de Goiás, daí passando a professor de Literatura na Universidade Católica de Goiás e em vários cursos preparatórios ao vestibular das universidades. Além de colaborar com os órgãos culturais que circulavam no Brasil central, participou de congressos de escritores realizados em São Paulo, Belo Horizonte, Porto Alegre e Goiânia, promoveu o I Congresso de Literatura em Goiás, em 1953, e realizou palestras, conferências e cursos literários. 
Chegou a ser professor da Universidade Federal de Goiás, cargo do qual foi exonerado com a eclosão do Golpe de Estado no Brasil em 1964.
Entre 1970 a 1978, desempenhou as funções de assessor cultural junto ao Escritório de Representação do Estado de Goiás, no Rio de Janeiro, e reassumiu o cargo de professor na Universidade Federal de Goiás. Desempenhou ainda a função de diretor-adjunto do Instituto Nacional do Livro, em Brasília, de 1978 a março de 1985. Em 1986, foi nomeado para o Conselho Federal de Cultura, ao qual pertenceu até a extinção do órgão, em 1989. 
Bernardo Élis publicou várias obras, entre elas Apenas um Violão, O Tronco (que posteriormente virou filme), e Ermos e Gerais, sua mais premiada obra. Como contista, foi escolhido para integrar importantes antologias nacionais, como a clássica Antologia do Conto Brasileiro Contemporâneo, do crítico literário Alfredo Bosi.
Em 1995, foi escolhido pelo governador Maguito Vilela para presidir a Fundação Cultural Pedro Ludovico Teixeira, atual AGEPEL, órgão equivalente à Secretaria de Estado da Cultura. No mesmo ano, afastou-se do cargo, ocupado posteriormente por Linda Monteiro. Já a 31 de janeiro de 1999, a sua obra Veranico de Janeiro (1966) foi escolhida, por um seleto júri constituído por 10 especialistas escolhidos pelo jornal O Popular (edição número 16.476), o mais importante periódico do Estado de Goiás, como um dos 20 melhores livros goianos do século XX.

## Academia Brasileira de Letras

Posse na ABL.

Eleito em 23 de outubro de 1975, na sucessão de Ivan Lins e recebido pelo Acadêmico Aurélio Buarque de Holanda Ferreira em 10 de dezembro de 1975. Foi o quarto ocupante da cadeira 1, que tem por patrono Adelino Fontoura.
Para Mário de Andade, Bernardo Élis "tem  a qualidade principal pra quem se aplica à ficção:o dom de impor na gente, de evidenciar a "sua" realidade, pouco importando que esta "sua realidade" seja ou não o real da vida real....criando aquela realidade mais real que o real, que é do melhor espírito e força da ficção".

## Prêmios literários
- Prêmio José Lins do Rego (1965)
- Prêmio Jabuti, da Câmara Brasileira do Livro (1966), pelo livro de contos "Veranico de janeiro"
- Prêmio Jabuti, da Câmara Brasileira do Livro (1967), pelo romance "O Tronco"
- Prêmio Afonso Arinos, da Academia Brasileira de Letras, pelo seu livro "Caminhos e descaminhos"
- Prêmio Sesquicentenário da Independência, pelo estudo "Marechal Xavier Curado, criador do Exército Nacional" (1972)
- Prêmio da Fundação Cultural de Brasília, pelo conjunto de obras, e a medalha do Instituto de Artes e Cultura de Brasília (1987)

## Obras
- 1955: Primeira chuva, poesia
- 1944: Ermos e Gerais: Contos Goianos, contos
- 1951: A terra e as carabinas
- 1956: O Tronco, romance
- 1965: Caminhos e descaminhos, contos
- 1966: Veranico de janeiro, contos (obra considerada canônica, jornal O Popular, Goiânia, Caderno 2, a 31 de Janeiro de 1999)
- 1975: Caminhos dos gerais, contos
- 1978: André Louco, contos
- 1974: Seleta de Bernardo Élis - Org. de Gilberto Mendonça Teles; estudo e notas de Evanildo Bechara
- 1975: Caminhos dos gerais
- 1980: Os enigmas de Bartolomeu Antônio Cordovil
- 1984: Apenas um violão
- 1985: Goiás em sol maior
- 1986: Jeca-Jica-Jica Jeca
- 1987: Chegou o governador
- 1987: Obra reunida de B. É.